# 거대한 강박관념
거대한 강박관념(Magnificent Obsession)은 미국에서 제작된 더글라스 서크 감독의 1954년 드라마 영화이다. 제인 와이먼 등이 주연으로 출연하였고 로스 헌터 등이 제작에 참여하였다.

## 출연

### 주연
- 제인 와이먼
- 록 허드슨

### 조연
- 아그네스 무어헤드
- 오토 크러거
- 바바라 루쉬
- 그렉 팔머
- 폴 카바나흐

## 제작진
- 의상: 빌 토머스